# Madhubani (Stadt)

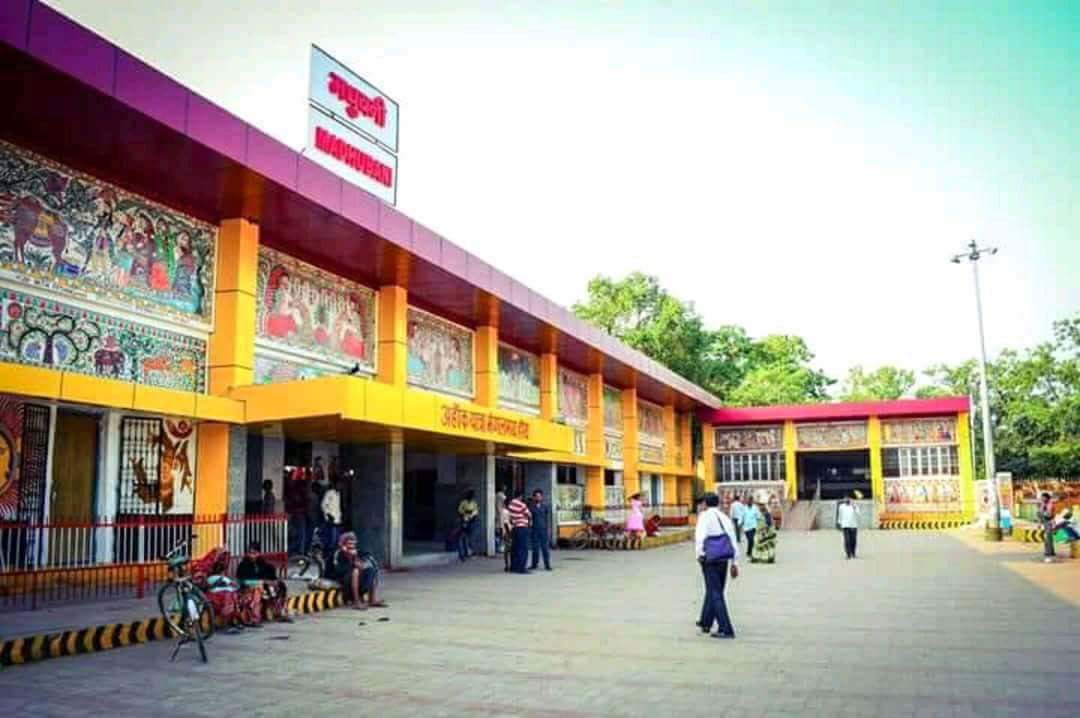
Madhubani (Stadt)

Madhubani ist eine Stadt im Bundesstaat Bihar im Osten Indiens. Sie ist der Hauptsitz des gleichnamigen Distrikt Madhubani. Madhubani hat den Status eines City Council (Nagar parishad). Die Stadt ist in 30 Wards gegliedert. Sie ist ungefähr 172 km von Bihars Hauptstadt Patna entfernt. In Madhubani sind die Sprachen Hindi, Maithili und Urdu vorherrschend.
Die Stadt gilt als ein kulturelles Zentrum der Maithilisprecher in Indien und hat eine eigene künstlerische Tradition hervorgebracht.

## Demografie
Die Einwohnerzahl der Stadt liegt laut der Volkszählung von 2011 bei 75.736. Madhubani  hat ein Geschlechterverhältnis von 899 Frauen pro 1000 Männer und damit einen für Indien üblichen Männerüberschuss. Die Alphabetisierungsrate lag bei 74,04 % im Jahr 2011 und damit leicht über dem regionalen und nationalen Durchschnitt, jedoch relativ niedrig für eine größere Stadt. Knapp 68,5 % der Bevölkerung sind Hindus, ca. 30,8 % sind Muslime und ca. 0,7 % gehören anderen Religionen an. 15,5 % der Bevölkerung sind Kinder unter 6 Jahren. 6,9 % der Bevölkerung waren Teil der Scheduled Castes.

## Infrastruktur
Der Darbhanga Airport ist knapp 30 km von Madhubani entfernt.